# نيفيل نيويل
نيفيل نيويل هو سياسي أسترالي، ولد في 14 أكتوبر 1952 في سيدني في أستراليا. نشط حزبياً في حزب العمال الأسترالي. وقد انتخب عضو الجمعية التشريعية لنيو ساوث ويلز ‏ عن دائرة Electoral district of Tweed ‏ (27 مارس 1999 – 2 مارس 2007) وانتخب عضو مجلس النواب الأسترالي ‏ عن دائرة ريتشموند ‏ (24 مارس 1990 – 2 مارس 1996).